# Aristolochia coryi
Aristolochia coryi I.M.Johnst. – gatunek rośliny z rodziny kokornakowatych (Aristolochiaceae Juss.). Występuje naturalnie w Meksyku oraz Stanach Zjednoczonych (w stanie Teksas).

## Morfologia
PokrójBylina o wyprostowanych i nagich pędach. Dorasta do 40 cm wysokości.
LiścieMają deltoidalny kształt. Mają 3–5 cm długości oraz 3–5 cm szerokości. Nasada liścia ma sercowaty kształt. Z ostrym wierzchołkiem. Są owłosione od spodu. Ogonek liściowy jest nagi i ma długość 1–3 cm.
KwiatyPojedyncze. Mają żółtozielonkawą lub brunatną barwę. Dorastają do 10–13 mm długości i 3 mm średnicy. Mają kształt zakrzywionej tubki. Łagiewki ułożone są poziomo, jajowate u podstawy. Mają po 5 pręcików.
OwoceTorebki o kulistym kształcie. Mają 1–2 cm długości i 1–3 cm szerokości.

## Biologia i ekologia
Rośnie na skalistych stokach. Występuje na wysokości do 600 m n.p.m.